# Судбината како стаорец
„Судбината како стаорец“ е филм от Република Македония от 2001 година, на режисьора Панта Мижимаков.